# Manfred Weil
Manfred Weil (29. November 1920 in Köln – 6. Mai 2015 in Meckenheim) war ein deutscher Überlebender des Holocaust, Maler, Grafiker und Träger des Bundesverdienstkreuzes.

## Leben
Seine Eltern waren der aus Breisach stammende Jude Emil Weil und dessen Frau Emmam geborene Bremen, eine Katholikin. Weil kam als Frühchen zur Welt, die Ärzte gaben den Eltern wenig Hoffnung. Da seine Eltern dachten, dass eine skeptische Einstellung der Ärzte ihrem Sohn nicht helfen würde, nahmen sie ihn mit nach Hause. Er hatte noch einen jüngeren Bruder, Anatol.
Nach der Machtergreifung Adolf Hitlers wurde das Leben der Familie Weil immer schwerer. Sein Vater verlor mehrere Arbeitsstellen und Manfred Weils Eltern trennten sich räumlich, in der Hoffnung, so die Familie besser vor antisemitischen Angriffen schützen zu können. Emil Weil war vorausschauend, schickte seine Söhne in eine zionistische Jugendorganisation mit der Perspektive, eventuell nach Palästina auswandern zu können und drängte die Brüder, einen Beruf zu erlernen, der dort gebraucht werden würde. Manfred Weil und sein Bruder machten beide von 1937 bis 1938 eine Tischlerlehre.
Manfred Weils erste Versuche, die Grenze nach Holland illegal zu übertreten, misslangen. Nach dem Abschluss der Lehre, diesmal mit seinem Bruder Anatol im Januar 1939, folgte er über Luxemburg nach Belgien seinem Vater, der 1937 nach Antwerpen geflüchtet war, allerdings wären die Brüder bei der Flucht fast in der Sauer ertrunken. In Antwerpen wurde er an der Königlichen Akademie der Schönen Künste aufgenommen, zusätzlich besuchte er noch eine Abendschule für Innenarchitektur. Sein Bruder, da noch minderjährig, kam ins Jugendarbeitslager Eksaarde.
1940 mehrten sich die Gerüchte, dass die Deutschen Belgien angreifen würden. Manfred Weil und sein Vater galten jetzt als  verdächtige, „unerwünschte Ausländer“ und mussten sich regelmäßig bei den Behörden melden. Letztendlich wurden sie ausgewiesen und nach Frankreich abgeschoben, Anatol blieb im Arbeitslager. Manfred Weil und sein Vater wurden zur französischen Grenze gebracht, dort in Viehwaggons gesteckt und ohne Essen und Trinken in das Lager St. Cyprien deportiert. Die Bedingungen im Lager waren schlecht, es war überfüllt und Typhus brach aus. Im Oktober 1940 kam es zu einem schweren Sturm, das Lager wurde verwüstet und einige Lagerinsassen ertranken. Das Lager wurde aufgelöst, Manfred Weil und sein Vater wurden in Viehwaggons verfrachtet und in das Camp de Gurs überstellt. Dort trafen sie auf eine Tante, die kurz zuvor nach Gurs deportiert worden war. Manfred Weil plante seine Flucht aus dem Lager, versuchte seinen Vater zum Mitkommen zu motivieren, doch dieser fühlte sich zu krank und schwach, unterstützte ihn aber in seinem Fluchtbestreben und gab ihm zusätzlich von seinen eigenen Brotrationen etwas ab. Manfred Weil gelang nach mehreren fehlgeschlagenen Versuchen die Flucht. Unbemerkt von der Wachmannschaft entwirrte er den Stacheldraht mit bloßen Händen, ein Bauer versteckte ihn.
Er ging 150 Kilometer weit bis nach Bordeaux. Dort ging er zur „Feldkommandantur“, einem provisorischen Büro der Wehrmacht. Manfred Weil, der Jude, ging hinein, gab sich als von Franzosen verschleppter Reichsdeutscher aus, selbst den Pass hätte man ihm abgenommen. Der empörte deutsche Offizier kümmerte sich um Weil, gab ihm eine vorläufige Identitätskarte ohne das gestempelte „J“ für Jude. Er bekam Arbeit im Armeeverpflegungslager. Eine SS-Prüfkommission für deutsche Rückwanderer reiste an, Manfred flüchtete. Über Paris und Lille gelangte er wieder nach Antwerpen. Dort gab er sich weiter als arischer Herrenmensch aus, aß im Offizierscasino und erhielt einen echten Fremdenpass, auch wieder ohne „J“. Arische Fremdarbeiter wurden für deutsche Fabriken gesucht. Sich als Flame ausgebend erhielt er eine Bescheinigung, wurde nach Wiesbaden gebracht und dort einer Holzfabrik zugewiesen. Als Uniformierte in die Fabrik kamen, flüchtete Manfred Weil sofort. Mit dem Zug über Koblenz und Malmedy ging er nach Calais, suchte sich dort eine Arbeit, blieb aber aus Sicherheitsgründen nie lange an einem Ort.
Wieder ging es zurück nach Antwerpen, das besetzt war, dort fand er seinen Bruder Anatol. Dieser versuchte ebenfalls einen Fremdenpass ohne „J“-Markierung zu bekommen, hatte aber weniger Glück dabei als sein Bruder und scheiterte im Rathaus an einem Beamten. Manfred Weil rief diesen Beamten aus der nächsten Telefonzelle an, schnauzte in den Hörer: „Hier Kriegsoberinspektor Gangsor, Feldkommandantur 520. Ich schicke Ihnen jetzt zum zweiten Mal einen jungen Mann namens Anatol Weil vorbei. Und dann stellen Sie ihm endlich einen Pass aus. Ich hoffe für Sie, die Sache ist hiermit erledigt. Heil Hitler!“ Sein Bruder bekam den begehrten Pass. Als belgische Fremdarbeiter fanden die jüdisch-deutschen Brüder Arbeit, zuerst beim Bunkerbau in Calais, dann in einer Möbelfabrik in Detmold. Der Betriebsobmann in Detmold witterte einen Schwindel: „Ihr habt doch schwarze Haare. Ihr seid gar keine Flamen, ihr seid bestimmt Wallonen. Und Wallonen sind keine Arier.“
Die Brüder flüchteten weiter, besuchten kurz ihre Mutter in Köln und fanden Arbeit auf der Schiffswerft in Oberkassel. Wiederum wurde man auf sie aufmerksam, eine Rathausbeamtin in Beuel erkannte, dass es sich nicht um Pässe, sondern um simple Bescheinigungen handelte, die ihr vorgelegt wurden. Weiter ging ihre Flucht, mit dem Zug zum Bodensee und in der Nacht über die grüne Grenze in die Schweiz. Doch auch hier waren sie nicht frei, die Schweiz internierte alle Flüchtlinge. Manfred Weil und Anatol landeten im Zuchthaus, kamen in ein Arbeitslager im Kanton Wallis. Sie flüchteten, wollen sich nach Süditalien durchschlagen, um sich den Amerikanern anzuschließen und gegen die Nazis zu kämpfen. Doch wurden sie von den Schweizern wieder gefasst. Insgesamt durchliefen sie in der Schweiz 15 verschiedene Lager.
Nach dem Ende des Krieges wollten sie nach Köln, dort fanden sie keine Unterkunft, in Bonn ließen sie sich nieder. Manfred Weil wurde als „Displaced Person“ registriert und erhielt 6000 DM Entschädigung. Er studierte von 1946 bis 1951 an den Kölner Werkschulen, unter anderem bei Heinrich Lützeler. Ab 1951 war er Freischaffender Maler und Grafiker. Er war Mitgründer der Künstlergruppe Bonn. Von 1968 bis 1987 lehrte er Malen und Aktzeichnen an der Volkshochschule Bonn. Ab 1989 war er Mitglied der Taylor Stiftung. Viele Jahrzehnte zeichnete er Karikaturen im Vorwärts, einige Fassaden im Rheinland hat er in der Sgraffito-Technik gestaltet, auf einigen öffentlichen Gebäuden befinden sich Wandmalereien von ihm.
Er verstarb 2015, sein Grab befindet sich auf dem Alten jüdischen Friedhof in Bonn.
Manfred Weil hatte eine Tochter und war seit 1971 in zweiter Ehe mit Alisa, geborene Levin, Enkelin von Else Höfs und Nichte des Malers Julo Levin, verheiratet. Das Ehepaar Weil war das erste jüdische Paar, das nach der Shoah in der Synagoge in Bonn vermählt wurde. Alisa Weil war Mitglied der Hagana.
Sein Vater Emil Weil wurde 1942 nach Auschwitz deportiert, er überlebte die Shoah nicht. Die Brüder erfuhren erst Jahre später von seinem Tod. Bei der Stolpersteinverlegung 2011 in Eichstetten für seinen Vater Emil Weil war Manfred Weil anwesend.
Zwei Dokumentationen beschäftigen sich mit dem Leben Manfred Weils: 1981 erschien Das furchtbare Glück des Manfred Weil, 2016 „Mich kriegt ihr nicht!“.
Werke von ihm befinden sich in verschiedenen Museen in Bonn, unter anderem dem Kunstmuseum Bonn sowie in Museen in Wesseling und Meckenheim, aber auch in privater Hand befinden sich seine Werke, so besaßen Willy Brandt und Annemarie Renger Werke von ihm.

## Ausstellungen (Auswahl)
Er stellte national, aber auch in  Frankreich, Belgien, Schweiz und Polen aus.
- 1973 Köln
- 2015 Düsseldorf[7]
- 2017 Eichstetten: "Manfred Weil. Die Bilder. Sein Leben"[8]
- 2018 Königswinter
- 2020 Bonn: "100 Jahre Manfred Weil – 70 Jahre künstlerisches Schaffen. Eine Retrospektive"[9]

## Dokumentationen
- 1981 Das furchtbare Glück des Manfred Weil
- 2016 "Mich kriegt ihr nicht!"

## Auszeichnungen
- 1995 Bundesverdienstkreuz am Bande